# Neulußheim

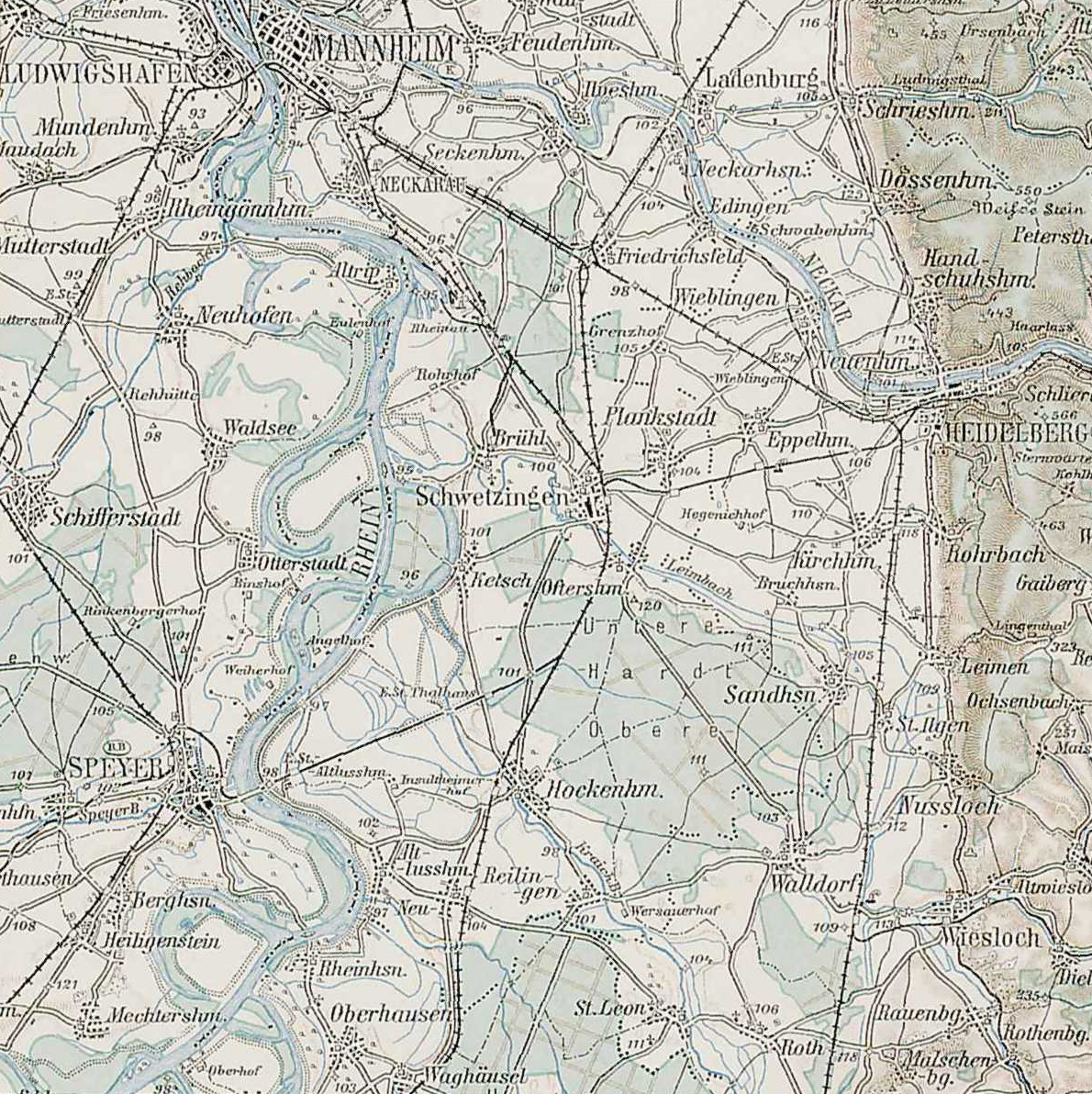
Neulußheim und Umgebung 1907

Neulußheim  (kurpfälzisch: Neilosse [ˈnaɪ̯lɔsə]) ist eine Gemeinde im Rhein-Neckar-Kreis im Nordwesten Baden-Württembergs mit über 7000 Einwohnern.

## Geographie
Neulußheim gehört zur Metropolregion Rhein-Neckar und liegt in der Oberrheinischen Tiefebene. An der Südgrenze der Gemarkung fließt der Kriegbach, der knapp einen Kilometer westlich der Gemeinde in den Rhein mündet.
Das Gemeindegebiet ist von Südosten bis Nordwesten halbkreisförmig von der Altlußheimer Gemarkung umschlossen. Im Norden befindet sich Hockenheim und im Osten Reilingen. Nächstgrößere Städte sind Speyer 8 Kilometer westlich und Mannheim 24 Kilometer nördlich.
Die vergleichsweise kleine Gemarkung erstreckt sich über 339 Hektar. Davon sind 50,6 Prozent Siedlungs- und Verkehrsfläche und 47,9 Prozent werden landwirtschaftlich genutzt.
Zu Neulußheim gehören neben dem Hauptort die Häuser Siebzehntes Gewann.

## Geschichte

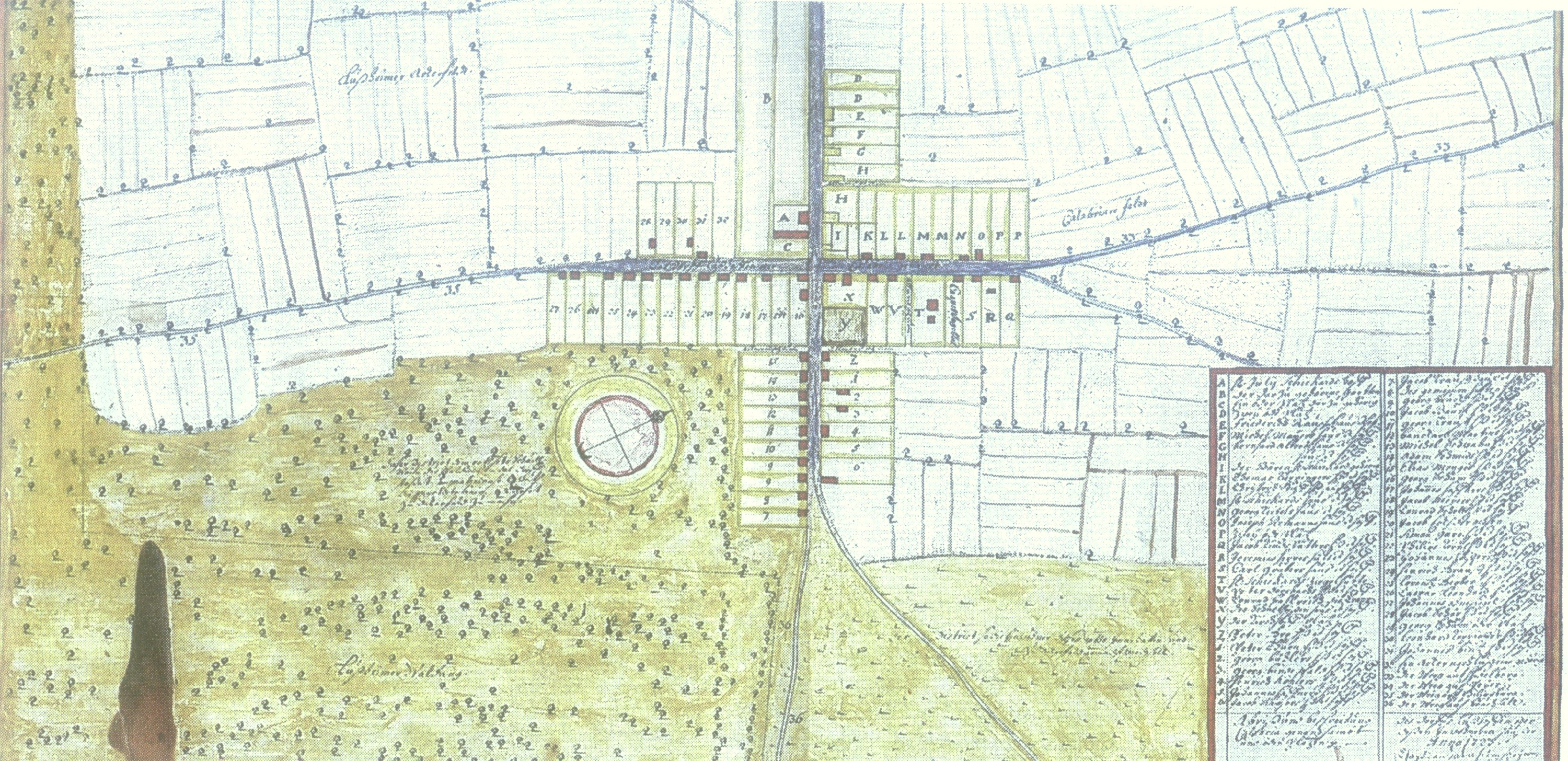
Plan von Neulußheim aus der Gründungszeit

### 18. und 19. Jahrhundert
Der Ort wurde 1711 auf Anregung des württembergischen Stabs- und Amtspflegers Julius Schickard an der östlichen Gemarkungsgrenze des Dorfes Lußheim (seit 1816: Altlußheim) an einer Straßenkreuzung als Lußhofen gegründet. Die dem Pfleger Schickhard am 19. März 1711 vom württembergischen Herzog Eberhard Ludwig angewiesene Fläche betrug 100 Morgen Land. Das erste Gebäude war ein Meierhof mit Wirtschaft und Brauerei.
Der Ort gehörte dem Hochstift Speyer unter württembergischer Schutzherrschaft (Stabspflege Speyer, Oberamt Maulbronn). Im Zuge der Säkularisation wurde das klösterliche Oberamt 1803 in ein weltliches württembergisches Amt umgewandelt. Alt- und Neulußheim gingen mit dem Tausch- und Epurationsvertrag von 1806 an das Großherzogtum Baden. 1816 wurde der ursprüngliche Namen Lußhofen von Amts wegen in Neulußheim geändert, nachdem der neue Name bereits ab 1735 gelegentlich benutzt wurde. 1821 wurde Neulußheim eine selbständige Gemeinde, stritt sich aber noch lange mit Altlußheim um den genauen Zuschnitt der Gemarkung, ehe es 1830 zu einem Vergleich kam.

### 20. und 21. Jahrhundert
Innerhalb der badischen Verwaltung war Neulußheim lange Teil des Amts Schwetzingen. Dieses wurde 1924 aufgelöst und ging im Bezirksamt Mannheim auf, dem späteren Landkreis Mannheim.
Politisch waren nach der Reichsgründung 1871 die Nationalliberalen am stärksten, ehe sie 1900 von den Sozialdemokraten überflügelt wurden. Während der Weimarer Republik sorgte die ungünstige Sozialstruktur früh für eine Radikalisierung. 1924 erlangte die KPD 28 Prozent und ab 1928 hatte die NSDAP die Mehrheit und erhielt bei der Reichstagswahl im März 1933 66 Prozent der Stimmen.
1952 wurde Neulußheim Bestandteil des neugeschaffenen Bundeslandes Baden-Württemberg. Bei der Gemeinde- und Kreisreform in den 1970ern wurde die Gemeinde an den Rhein-Neckar-Kreis angeschlossen und ging mit der Stadt Hockenheim, Altlußheim und Reilingen eine Vereinbarte Verwaltungsgemeinschaft ein.
Für eine große Verkehrsentlastung hat die Verlegung der alten Straßenachsen, die sich im Zentrum kreuzten, aus dem Ort heraus gesorgt, den heutigen Bundesstraßen 36 und 39. 2011 feierte die Gemeinde das dreihundertjährige Jubiläum Neulußheims.

### Einwohnerentwicklung
Durch die verkehrsgünstige Lage an der Kreuzung der Straßen Hockenheim–Graben und Speyer–Wiesloch entwickelte sich die junge Gemeinde rasch und hatte zu Ende des 18. Jahrhunderts Altlußheim bereits fast an Einwohnerzahl erreicht. Der Bau der Eisenbahnlinie Mannheim–Karlsruhe 1870 sorgte für einen weiteren Sprung. Nach dem Zweiten Weltkrieg nahm Neulußheim mehr als 400 Heimatvertriebene auf. Nach dem Zweiten Weltkrieg wuchs die Bevölkerung kontinuierlich an, wozu mehrere Neubaugebiete (u. a. 14. und 15. Gewann, Westbebauung Tulla- und Zeppelinstraße, „am Alten Bahnhof“, 19. Gewann sowie die Quartiersbebauung „Südgrund“) beitrugen. In der jüngeren Vergangenheit wurden auch innerörtliche Nachverdichtungen (u. a. „Alter Pfarrgarten“, „Neue Ortsmitte“ und „Allmendweg“) vorgenommen. Aufgrund der Einwohnerentwicklung in Verbindung mit der kleinen Gemarkung weist Neulußheim eine weit überdurchschnittliche Bevölkerungsdichte auf, mit der es 2023 auf Platz 41. von knapp 12.000 deutschen Gemeinden nach Bevölkerungsdichte stand.
| Jahr      | 1777 | 1818 | 1834 | 1852 | 1905 | 1925 | 1950 | 1961 | 1967 | 1970 | 1991 | 1995 | 2005 | 2010 | 2015 | 2020 | 2025 |
| --------- | ---- | ---- | ---- | ---- | ---- | ---- | ---- | ---- | ---- | ---- | ---- | ---- | ---- | ---- | ---- | ---- | ---- |
| Einwohner | 405  | 490  | 662  | 1008 | 1811 | 2723 | 3661 | 4089 | 4522 | 4859 | 5314 | 5518 | 6542 | 6626 | 6783 | 7150 | 7183 |

## Religionen

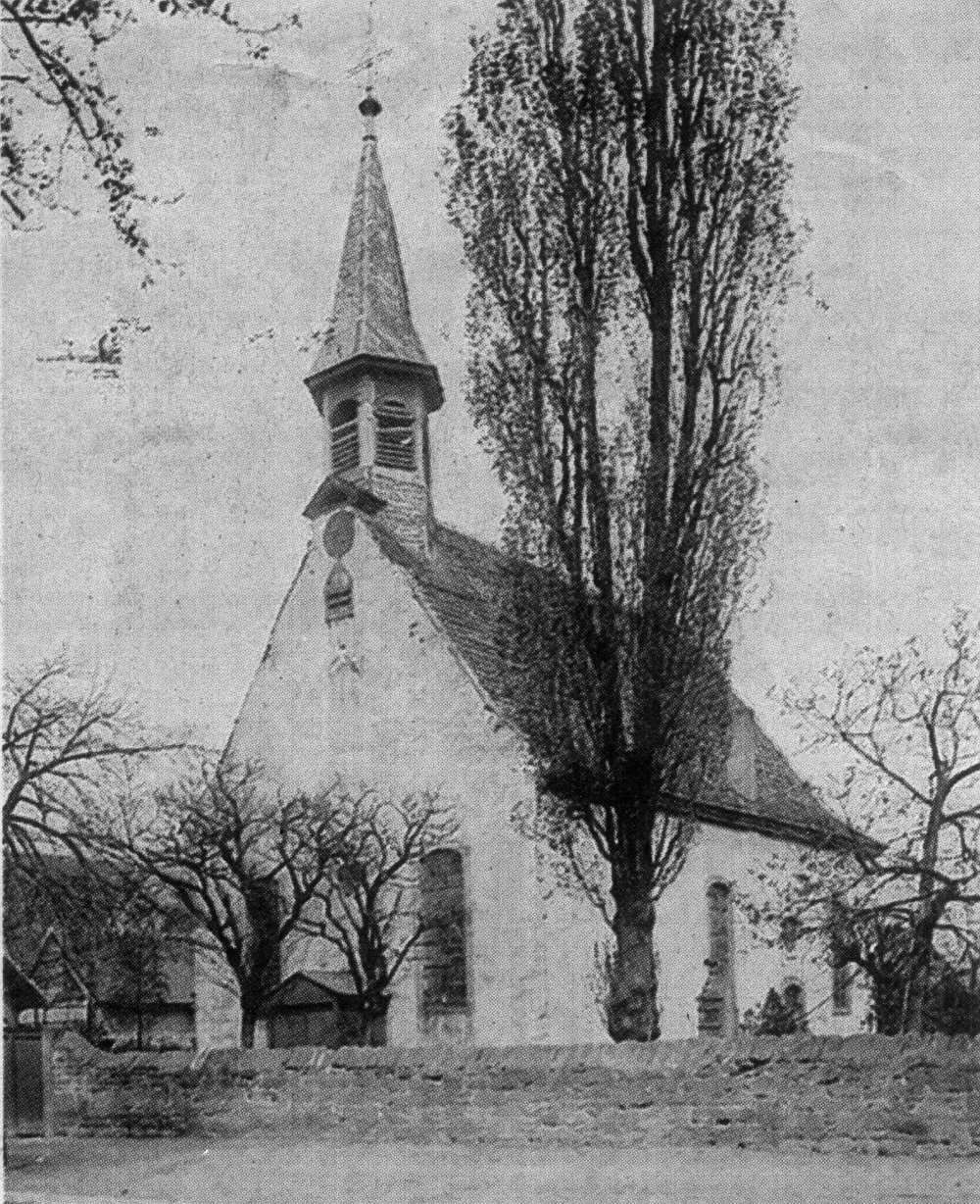
Alte evangelische Pfarrkirche (erbaut 1807)

Evangelische Kirche in Neulußheim

Neulußheim war religiös lange Zeit sehr einheitlich geprägt. 1804 waren mehr als 98 Prozent der Einwohner Lutheraner und noch 1925 waren 92 Prozent evangelisch. Durch die Aufnahme von Vertriebenen nach dem Zweiten Weltkrieg stieg der Anteil der Katholiken auf 25 Prozent im Jahr 1967.
Die evangelische Gemeinde gehört heute zum Kirchenbezirk Südliche Kurpfalz der Evangelischen Landeskirche in Baden und die katholische Gemeinde zum Dekanat Wiesloch des Erzbistums Freiburg.

## Politik

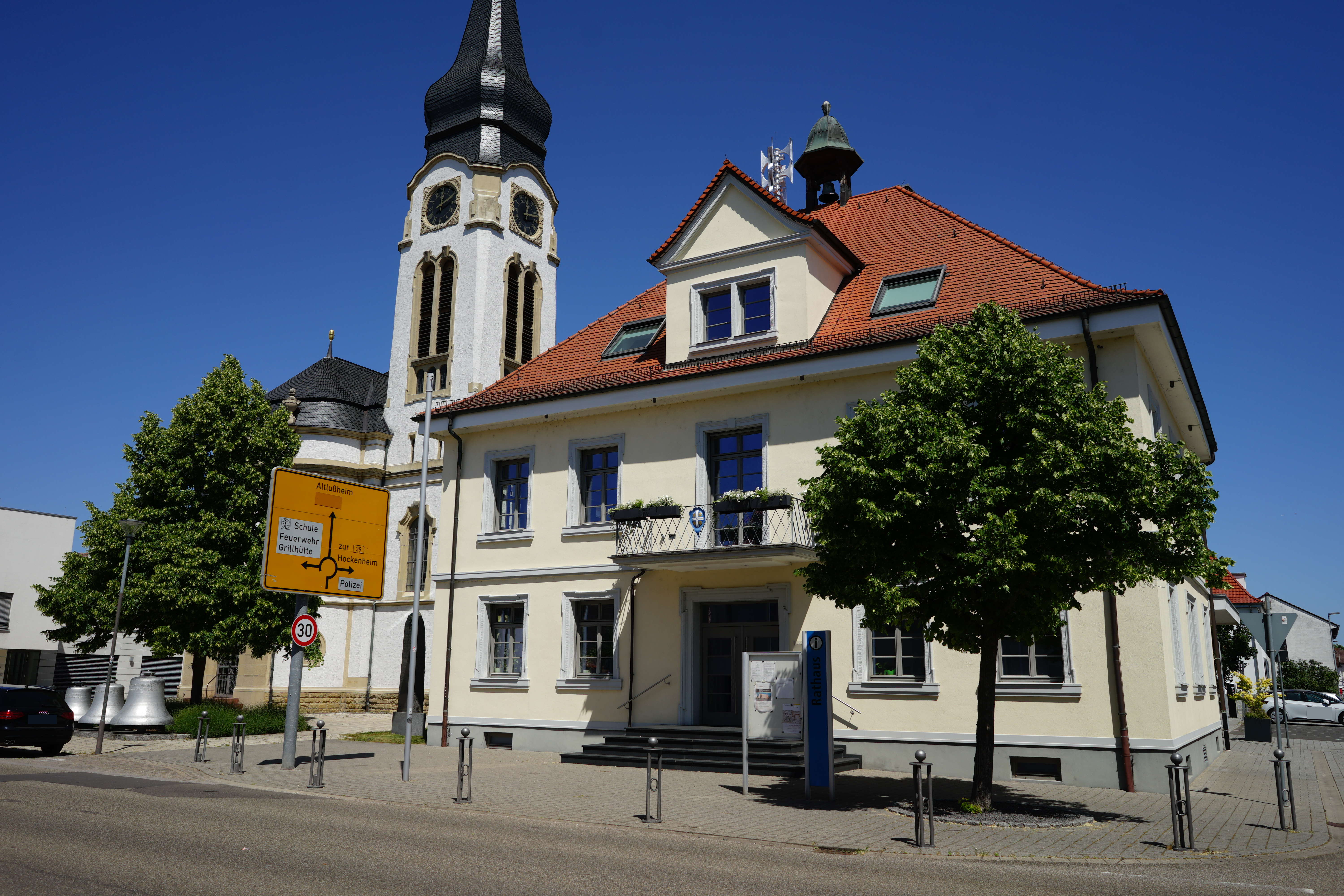
Rathaus in der Ortsmitte

### Gemeinderat
Der Gemeinderat hat 18 Sitze und wird in direkter Wahl für jeweils fünf Jahre gewählt. Hinzu kommt der Bürgermeister als stimmberechtigter Gemeinderatsvorsitzender.
Die Kommunalwahl 2024 führte zu folgendem Ergebnis (in Klammern: Sitzunterschied zu 2019):
| FWV                | 30,76 % | 6 Sitze (+1) |
| CDU                | 24,16 % | 4 Sitze (±0) |
| Grüne              | 10,76 % | 2 Sitze (−2) |
| SPD                | 17,39 % | 3 Sitze (±0) |
| Wir für Neulußheim | 16,93 % | 3 Sitze (+1) |

Die Wahlbeteiligung lag bei 62,13 % (+1,63 Prozentpunkte).

### Bürgermeister
Der Bürgermeister wird in direkter Wahl für eine Amtszeit von acht Jahren gewählt.
Bürgermeister seit Ende des Zweiten Weltkrieges:
- Gottlieb Schreiber (1945)
- Friedrich Lörsch (1946; kommissarisch)
- Konrad Bühler (1946–1948)
- Fritz Stadler (1948–1966)
- Ewald Butz (1966–1993)
- Gerhard Greiner (1993–2008)
- Gunther Hoffmann (2008–2024)
- Kevin Weirether (seit 2024)

Am 5. Mai 2024 wurde Kevin Weirether mit 66,3 Prozent der Stimmen zum Bürgermeister gewählt, er trat das Amt am 1. Juli 2024 an.

### Wappen
Die Blasonierung des Wappens lautet: In Blau ein durchgehendes, geschliffenes silbernes Kreuz, bewinkelt von vier goldenen Sternen.
Im 19. Jahrhundert führte die Gemeinde im Siegel nur die lateinischen Großbuchstaben „NL“ mit einem Stern als Verzierung. 1911 wurde das Wappen vom badischen Generallandesarchiv neugeschaffen. Historisch unkorrekt wurde dabei als Hauptmotiv das Kreuz von Speyer gewählt. Mit den Sternen wurde das alte Siegel zitiert.
Die Flagge ist Weiß-Blau.

## Kultur und Sehenswürdigkeiten

### Museen
Im Dachgeschoss der alten Schule befindet sich das Turmuhrenmuseum, das Uhren aus drei Jahrhunderten zeigt. Im alten Bahnhof ist eine heimatkundliche Schausammlung. Außerdem werden regelmäßig themenbezogene Ausstellungen zur Ortsgeschichte präsentiert.

### Kulturtreff Alter Bahnhof

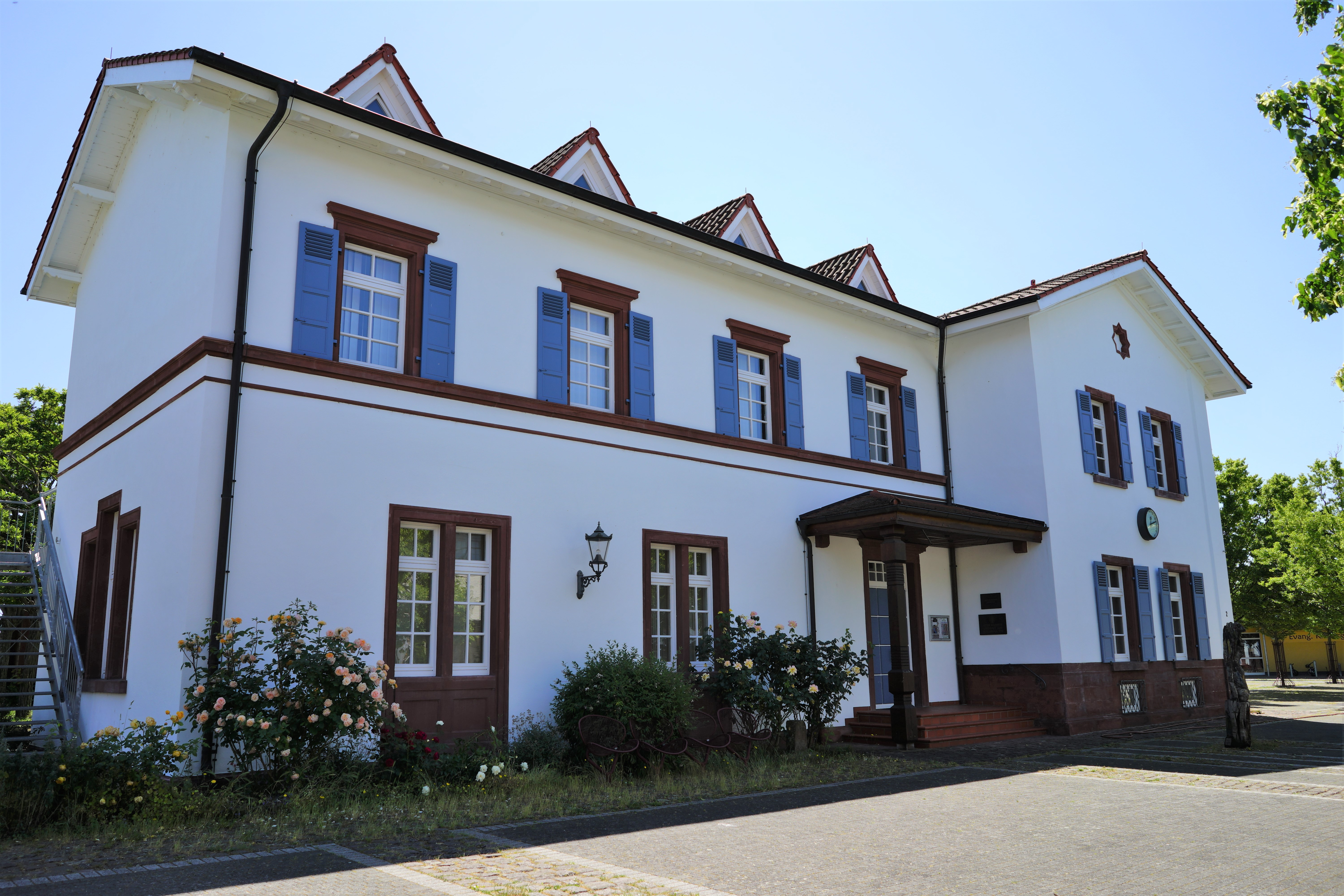
Alter Bahnhof mit Kulturtreff

Im Gebäude des alten Bahnhofs finden regelmäßig kulturelle Veranstaltungen, Konzerte und Ausstellungen statt. Ebenso besteht die Möglichkeit, hier standesamtliche Trauungen durchzuführen.

## Wirtschaft und Infrastruktur

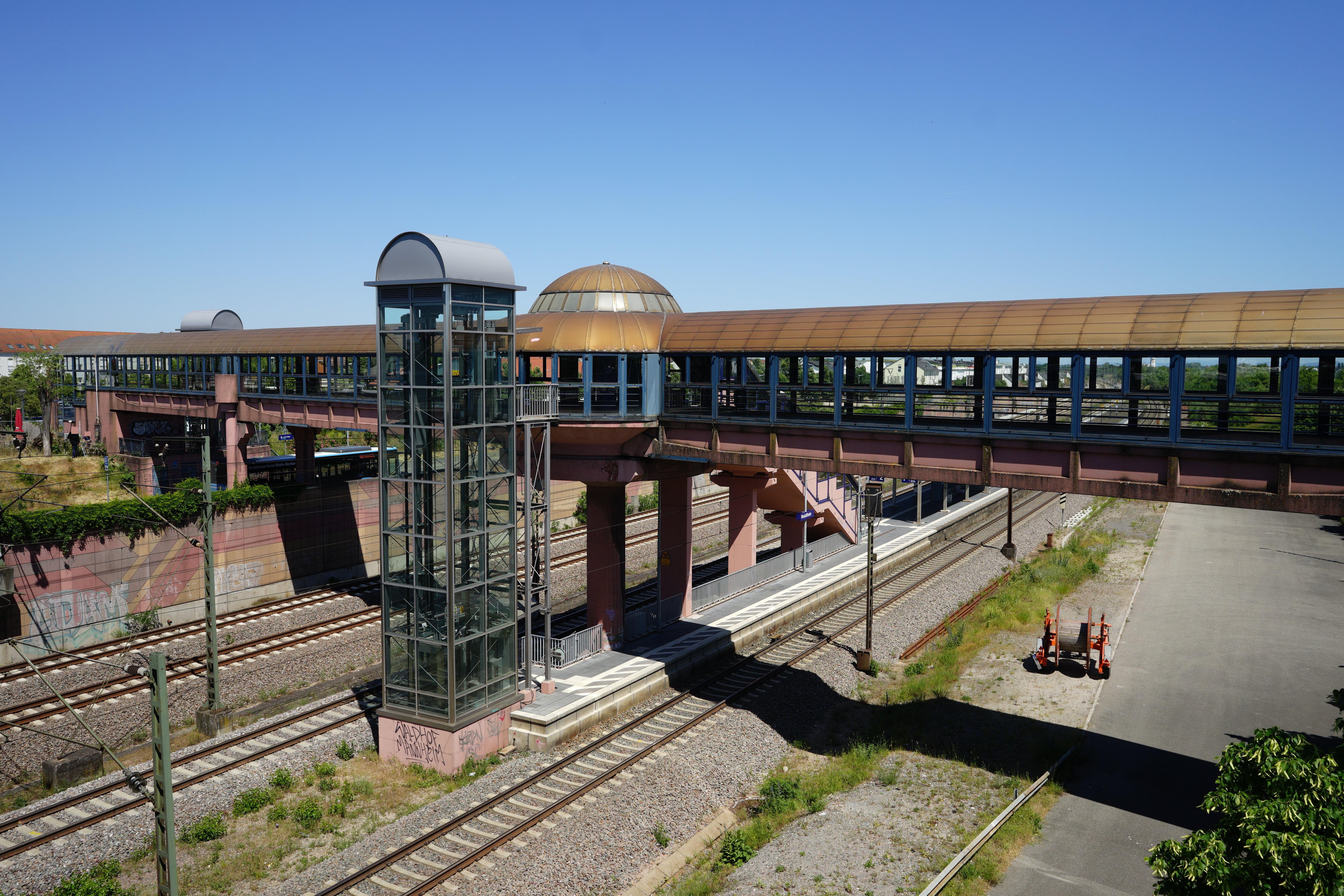
Bahnhof mit Fußgängerbrücke von Gottfried Böhm sowie nachträglich eingebauten Aufzügen

### Verkehr
Neulußheim verfügt über einen Haltepunkt an der Bahnstrecke Mannheim–Rastatt, der halbstündlich von der S9 (Karlsruhe–Mannheim(-Groß-Rohrheim)) der S-Bahn Rhein-Neckar bedient wird. Ebenso fahren Busse der Linien Heidelberg–Speyer und Altlußheim–Walldorf den Ort an. Des Weiteren gibt es eine Busverbindung zwischen dem Neulußheimer Bahnhof und dem Bahnhof Rot/Malsch. Neulußheim gehört zum Tarifgebiet des Verkehrsverbunds Rhein-Neckar.

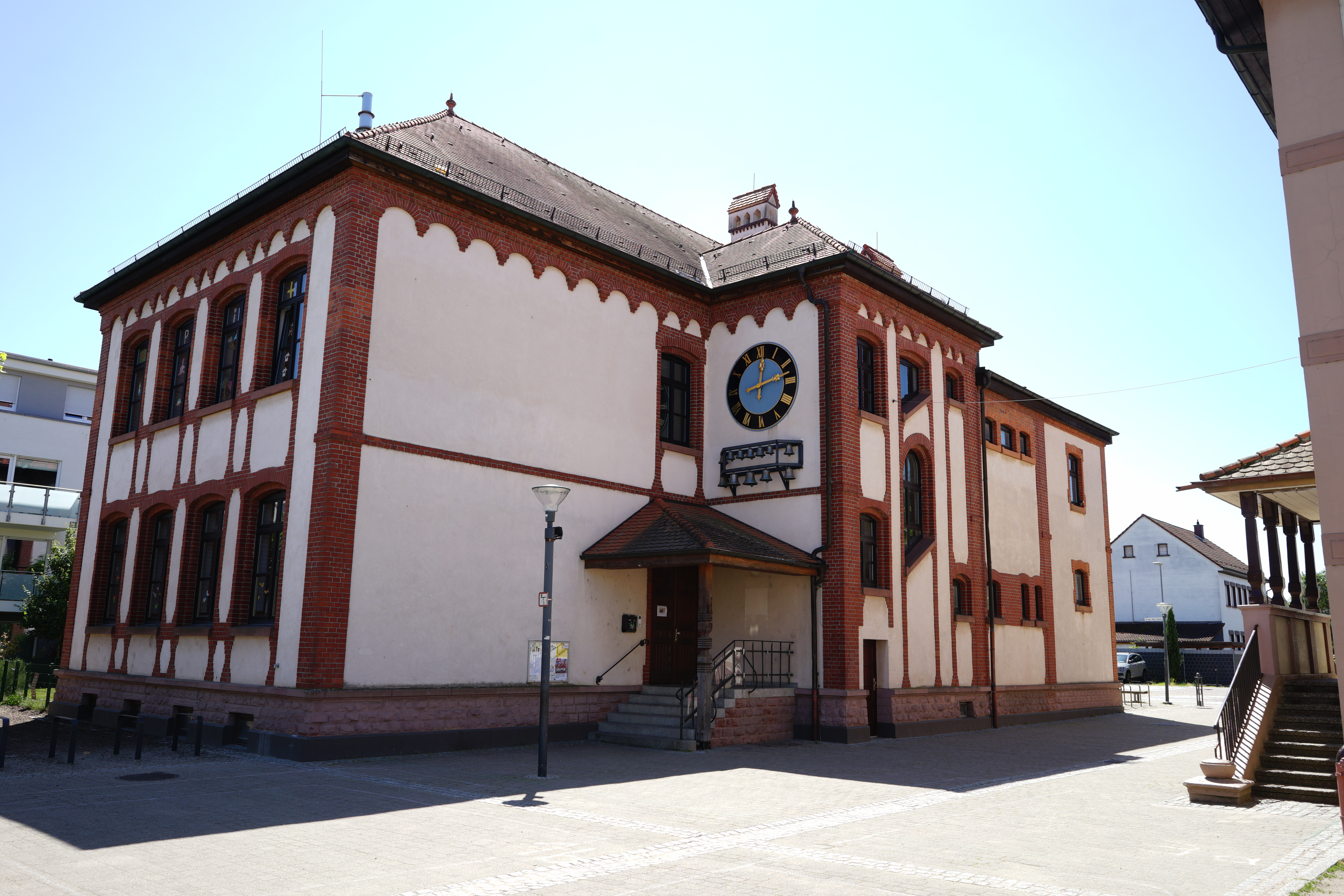
Eines der beiden historischen Schulgebäude in der Ortsmitte

Es bestehen direkte Anbindungen an das Bundesfernstraßennetz über die B 39 (Frankenstein (Pfalz)–Mainhardt). Im Norden verläuft die A 61 und im Osten die A 6.
Durch eine Alltagsroute aus dem Radnetz Baden-Württemberg ist Neulußheim über Hockenheim mit Schwetzingen und in der anderen Richtung über Waghäusel mit Karlsruhe verbunden. Die Route verläuft östlich der Bahn und der Umgehungsstraße.
Durch den Ort verläuft der Odenwald-Madonnen-Radweg. Er führt ab Tauberbischofsheim durch den Odenwald bei Hardheim, Walldürn und Buchen, das Neckartal bei Mosbach, Eberbach und Heidelberg bis in die Rheinebene über Walldorf, Reilingen, Neulußheim und Altlußheim nach Speyer.

### Bildung
In Neulußheim gibt es eine Gemeindebücherei, mit der Lußhardt-Schule eine Grundschule sowie mit der Markus-Schule eine freie christliche Schule mit einem Grundschulzug. Für die jüngsten Einwohner gibt es je einen kommunalen, evangelischen, römisch-katholischen und freien christlichen Kindergarten.

## Söhne und Töchter der Gemeinde
- Ernst Langlotz (* 28. Februar 1920 in Neulußheim; † 1992 ebenda), Fußballspieler und Trainer, unter anderem Deutscher Meister 1949 mit VfR Mannheim. Der Rasenplatz des Neulußheimer Sportclubs Olympia ist nach Langlotz benannt.
- Klaus Haag (* 1954 in Neulußheim), Autor, Übersetzer, sowie Literatur- und Sprachwissenschaftler
- Andreas Sturm (* 1986), Politiker und Autor, wuchs in Neulußheim auf und ist dort seit dem Jahr 2009 Gemeinderat, 2. Bürgermeisterstellvertreter und Landtagsabgeordneter für den Wahlkreis Schwetzingen.